# WePlayRugby
WePlayRugby é um blog sobre variedades do mundo do rugby. O site foi criado em 13 de março de 2012 por Bruno Pereira.

## Conteúdo
Dentre seus conteúdos, destacam-se: clubes brasileiros de rugby, rugby feminino, filmes, games, jogos completos, lendas do tugby, seleção brasileira, música em estádios, Rugby Spirit e vídeos diversos.
O blog informa que até 26/6/2020 recebeu 84.931 visitas, sendo 33% provenientes do Brasil e 28% de Portugal.
O blog já foi mencionado na Secretaria de Educação do Paraná pelo seu conteúdo sobre fatos históricos do rugby.
Sua postagem mais influente foi o informativo sobre o significado de emblemas de seleções de rugby.